# Collège Jean de la Mennais
 (avril 2025).
 (septembre 2020).
Le Collège Jean de la Mennais est une école secondaire francophone privée mixte située à La Prairie sur la Rive-Sud de Montréal au Québec (Canada). 
L'école est située au 870, chemin de Saint-Jean dans la ville de La Prairie. Elle reçoit près de 1 700 élèves du primaire et du secondaire. La propriété est située dans une petite ville et est entourée d’arbres. Autrefois, la direction était assurée par les Frères de l'instruction chrétienne, mais depuis quelques années, des laïcs ont pris la relève. Il en va de même pour les enseignants, autrefois tous des Frères, mais maintenant, tous laïcs.
Tout juste à côté de l'édifice principal se trouve un cimetière privé pour les Frères, encerclé par des arbres. La façade de l’école est bordée par le cimetière et l’arrière par une carrière à ciel ouvert.
Le Collège est membre de la Fédération des établissements d'enseignement privés du Québec.

## Histoire
L'école est fondée officiellement, sous le nom de juvénat Dominique-Savio de La Prairie, par les Frères de l'instruction chrétienne (FIC) en 1890, une organisation chrétienne internationale à vocation éducative fondée en 1819 en France par deux prêtres : Gabriel Deshayes et Jean-Marie Robert de la Mennais pour l'éducation de la jeunesse. Les FIC tiennent des institutions scolaires partout dans le monde.
L'école est nommée Collège Jean de la Mennais en 1972 en l'honneur de Jean-Marie Robert de la Mennais, cofondateur des Frères de l'instruction chrétienne de Ploërmel. Plusieurs autres écoles dans différents pays, notamment en France et au Japon, portent le même nom ou un nom tout à fait semblable à Jean de la Mennais. Auparavant, les services éducatifs n’étaient offerts qu’au secondaire, mais depuis 1999, ils le sont également au 3e cycle du primaire.

## Environnement
L'école est équipée avec des de nombreuses installations: des laboratoires informatiques, laboratoires de sciences, une cantine, de grandes salles de cours, deux pavillons sportifs avec piscine et trois gymnases dont un avec revêtement de gazon synthétique pour le soccer et le golf d'intérieur. 
Le Collège Jean de la Mennais connaît une hausse de popularité depuis les dernières années à Montréal et à Québec avec son classement au Palmarès des écoles privées de la revue L'Actualité[réf. nécessaire].
En calculant la moyenne des résultats obtenus de 2002 à 2007, le collège obtient la place de la deuxième meilleure école avec un résultat de 9,9 juste après le Collège Jean-de-Brébeuf et le Collège Jean-Eudes qui ont toutes deux un résultat de 10,0. Avec le Palmarès de 2007, le Collège Jean de la Mennais obtient une cote de 9,9, ce qui le définit comme la quatrième école la mieux cotée des quelque 400 écoles de la province et la meilleure école sur la Rive-Sud de Montréal pendant plusieurs années de suite.[réf. nécessaire]

## Admission
Contrairement à plusieurs écoles privées renommées du Québec, le Collège Jean de la Mennais ne sélectionne pas nécessairement les candidats les plus forts lors des journées d'admission. Puisque l'un des objectifs principaux des Frères de l'Instruction chrétienne est de rendre accessible l'éducation à tous et spécialement aux moins nantis, l'école procède à une admission où le hasard tient un rôle. Tous les candidats doivent passer un examen d'admission afin d'éliminer les candidats dont les capacités académiques ne satisferaient pas aux critères de base du collège.
Les candidats admissibles et qui ont une priorité (enfants des membres du personnel, candidats ayant un frère ou une sœur au collège, père ou mère ayant fréquenté le collège) sont admis sous réserve des places disponibles. Les places restantes sont attribuées aux autres candidats admissibles qui se sont inscrits pendant la période du 15 septembre au 30 septembre inclusivement lorsque l'enfant était en 5e année du primaire. Si le nombre d'inscriptions pendant cette période dépasse le nombre de places disponibles, une méthode qui fait appel au hasard est utilisée pour sélectionner les candidats. Les candidats qui ne sont pas sélectionnés sont placés sur une liste d’attente. Leur rang d'attente est déterminé par une méthode qui fait appel au hasard.

## Programmes
Le Collège Jean de la Mennais offre deux programmes principaux : les cours réguliers et les cours enrichis. Ces deux programmes possèdent les mêmes cours de la première à la quatrième secondaire exception faite du cours d’espagnol en tant que matière ajoutée pour les cours enrichis en remplacement de périodes de français ou de mathématiques pour chaque cycle de 8 jours.
Le programme enrichi devient un programme de sciences avancées lors de la cinquième secondaire avec des cours de mathématiques 536, physique, chimie et techniques et méthodes en sciences en option (T.M.S).
En cinquième secondaire, les élèves peuvent choisir des cours d’option selon leurs intérêts : communication et  journalisme, introduction à la psychologie, introduction aux grandes idées contemporaines et au droit, entrepreneuriat et administration, médias de la communication, informatique (programmation) et conception et applications technologiques.
L'école offre trois niveaux d’anglais : anglais langue seconde, anglais avancé (1re à 5e sec.) et anglais langue maternelle (1re à 5e sec.).
Il est aussi possible de faire partie de l'une des équipes de sport de l'école, appelé Amiral.